# Stanislav Kokorin
Stanislav Kokorin (rusky: Станислав Кокорин, * 22. ledna 1990 Ťumeň) je ruský reprezentant ve sportovním lezení, vicemistr světa, trojnásobný vítěz světového poháru, vicemistr Evropy a mistr Ruska v lezení na rychlost. Na stupních vítězů stál také na světových hrách, na prvních akademických mistrovstvích světa (vyhrál) i Evropy a na mistrovství světa juniorů. Studuje Ťumeňskou průmyslovou univerzitu.

## Výkony a ocenění
- nominace na Světové hry 2013 v Cali, kde byl druhý
- 2014: 2. místo na mistrovství USA
- 2015: poprvé se stal mistrem Ruska

### Rekordy v lezení na rychlost
15 m standardní trať

### Závodní výsledky
- 2013: SH 2. místo
- 2017: SH 3. místo

- 2011: MS 2. místo
- 2014: MS 2. místo
- 2016: MS 6. místo
- 2018: MS 3. místo

- 2010: SP 1. místo
- 2012: SP 1. místo
- 2013: SP 1. místo

- 2010: ME 2. místo
- 2015: ME 5. místo
- 2017: ME 3. místo

- 2015: mistr Ruska

- 2016: AkMS 1. místo
- 2015: AkME 3. místo

- 2009: MSJ 3. junioři